# Politikåret 1842

## Händelser
- 18 juni - Folkskolestadgan införs i Sverige.[1]
- 11 juli - Efter två år som tillförordnad tillträder Albrecht Elof Ihre som Sveriges ordinarie utrikesstatsminister.[2]

### Fotnoter
1. ↑  Christina Florin (mars 2010). ”Från folkskola till grundskola 1842-1962”. Lärarnas historia. http://www.lararnashistoria.se/sites/www.lararnashistoria.se/files/artiklar/Fr%C3%A5n%20folkskola%20till%20grundskola_0.pdf. Läst 29 juli 2015.
2. ↑  ”Sweden” (på engelska). World Statesmen. http://www.worldstatesmen.org/Sweden.html. Läst 29 juli 2015.